# Avenida El Edén
La Avenida El Edén, también conocida como la Doble Calzada Aeropuerto El Edén - Armenia o Vía Armenia - La Tebaida, es una de las rutas más importantes del área metropolitana de Armenia. Forma parte de la Ruta Nacional 40 y conecta la ciudad de Armenia con su aeropuerto, ubicado a 15 kilómetros del centro de la ciudad, lo que genera un constante flujo vehicular. La vía cuenta con una cicloruta adyacente a la calzada sur-norte.

## Trazado
La Avenida El Edén inicia en la Glorieta Malibú, ubicada en el suroriente de la ciudad de Armenia. En 2021, tras la renovación de la vía, quedaron 700 metros del tramo Armenia-La Tebaida sin separador debido a un conflicto entre los residentes del Parque Residencial Colombia y los responsables de la obra. Los residentes argumentaban la necesidad de un retorno adicional, ya que el más cercano se encontraba a 4 kilómetros. Finalmente, en febrero de 2024, se completó el separador y se entregó un retorno en el sector.
A lo largo de sus 8,7 kilómetros, esta vía alberga fábricas, restaurantes, oficinas, gimnasios, conjuntos residenciales, centros de estudio y parques temáticos. La vía culmina en la glorieta del Club Campestre, en los límites con el municipio de La Tebaida, a dos kilómetros de la terminal de pasajeros del Aeropuerto Internacional El Edén.

## Sitios relevantes en la vía
- Sede Administrativa del Comité de Cafeteros del Quindío
- Complejo Deportivo Parque de Recreación Popular
- Sede de la Universidad La Gran Colombia - Ciudadela del Saber La Santa María
- Complejo Turístico y Deportivo Soledén
- Centro de Exposiciones - Cenexpo
- Club Camplestre